# Kroger Babb
Howard W. " Kroger " Babb (30 de dezembro de 1906 - 28 de janeiro de 1980) foi um produtor de cinema e showman americano. Suas técnicas de marketing eram semelhantes às de um caixeiro-viajante, com raízes na tradição do show de medicina. Auto-descrito como "America's Fearless Young Showman", ele é mais conhecido por sua apresentação do filme de exploração Mom and Dad de 1945, que foi adicionado ao Registro Nacional de Filmes da Biblioteca do Congresso em 2005.
Babb esteve envolvido na produção e marketing de muitos filmes e programas de televisão, promovendo cada um de acordo com seu lema de marketing favorito: "Você precisa dizer a eles para vendê-los". Seus filmes variavam de dramas no estilo educação sexual a "documentários" sobre culturas estrangeiras, destinados a excitar o público em vez de educá-lo, maximizando os lucros por meio de truques de marketing.

## Juventude
Babb nasceu em 1906 em Lees Creek, Ohio. Ele ganhou o apelido de "Kroger" por seu trabalho de infância na mercearia de mesmo nome ou pela preferência de seu pai pelo café BH Kroger. Babb teve vários empregos durante sua juventude, ganhando uma menção no Ripley's Believe It Or Not por arbitrar um número recorde de jogos esportivos juvenis. Ele começou trabalhando como redator esportivo e repórter em um jornal local aos 20 anos, e até mostrou sinais de seu trabalho posterior ao apresentar "Digger" O'Dell, o "cadáver vivo", mas primeiro alcançou o sucesso após sua promoção para gerente de publicidade dos cinemas Chakeres-Warners, onde criava diferentes tipos de acrobacias para atrair o público - por exemplo, um sorteio para dar duas sacolas de mantimentos a um portador de ingresso em cinemas selecionados.
No início da década de 1940, Babb ingressou na Cox and Underwood, uma empresa que obteve os direitos de filmes mal feitos ou não comercializáveis de assuntos potencialmente controversos ou chocantes. Freqüentemente, removia seções inteiras desses filmes e adicionava material como bobinas médicas que se prestavam a uma promoção sensacional.  Babb foi para a estrada com uma mistura de Cox e Underwood intitulada Dust to Dust, uma reformulação de High School Girl com uma cena de parto adicionada ao final. Seus lucros permitiram que Cox e Underwood se aposentassem do negócio, deixando Babb para abrir sua própria empresa, a Hygienic Productions. Ele o abriu perto de sua casa de infância em Wilmington, Ohio, e contratou agentes de reservas e vendedores avançados junto com atores e comediantes desempregados para apresentar filmes reformulados e novos recursos.

## Promoção de filme
Babb é mais conhecido por sua apresentação de filmes de exploração, um termo que muitos no ramo adotariam. De acordo com o The Hollywood Reporter, seu sucesso veio da escolha de temas que seriam facilmente sensacionalistas, como religião e sexo. Suas despesas foram estimadas em 5% para vendas e sua sobrecarga de distribuição em cerca de 7%, resultando em alguns dos maiores retornos por dólar da indústria cinematográfica.
O maior sucesso de Babb foi Mom and Dad, que ele concebeu e produziu e que William Beaudine dirigiu em seis dias. Babb liderou a promoção deste filme após sua estreia no início de 1945, muitas vezes indo para a estrada com ele.  O filme, um conto moral sobre uma jovem que engravida e luta para encontrar alguém a quem recorrer, custou $ 62.000 e mais de 300 cópias foram feitas e enviadas aos cinemas de todo o país, com um "apresentador" — mais tarde conhecido como um homem avançado — e o apresentador provocaria sua própria polêmica nas semanas anteriores ao lançamento do filme, escrevendo cartas de protesto para igrejas e jornais locais e fabricando cartas de prefeitos de cidades próximas relatando histórias de jovens encorajadas pelo filme para discutir situações semelhantes.
O terceiro filme de maior bilheteria de sua década, Mom and Dad foi reivindicado por Babb como tendo feito $ 63.000 para cada $ 1.000 que os investidores originais contribuíram, e o Los Angeles Times estimou que arrecadou entre $ 40 milhões e $ 100 milhão. Seu sucesso gerou uma série de imitações, como Street Corner e The Story of Bob and Sally, que eventualmente inundaram o mercado,  mas ainda estava sendo exibido em todo o mundo décadas depois e finalmente foi adicionado ao National Film Registry em 2005.

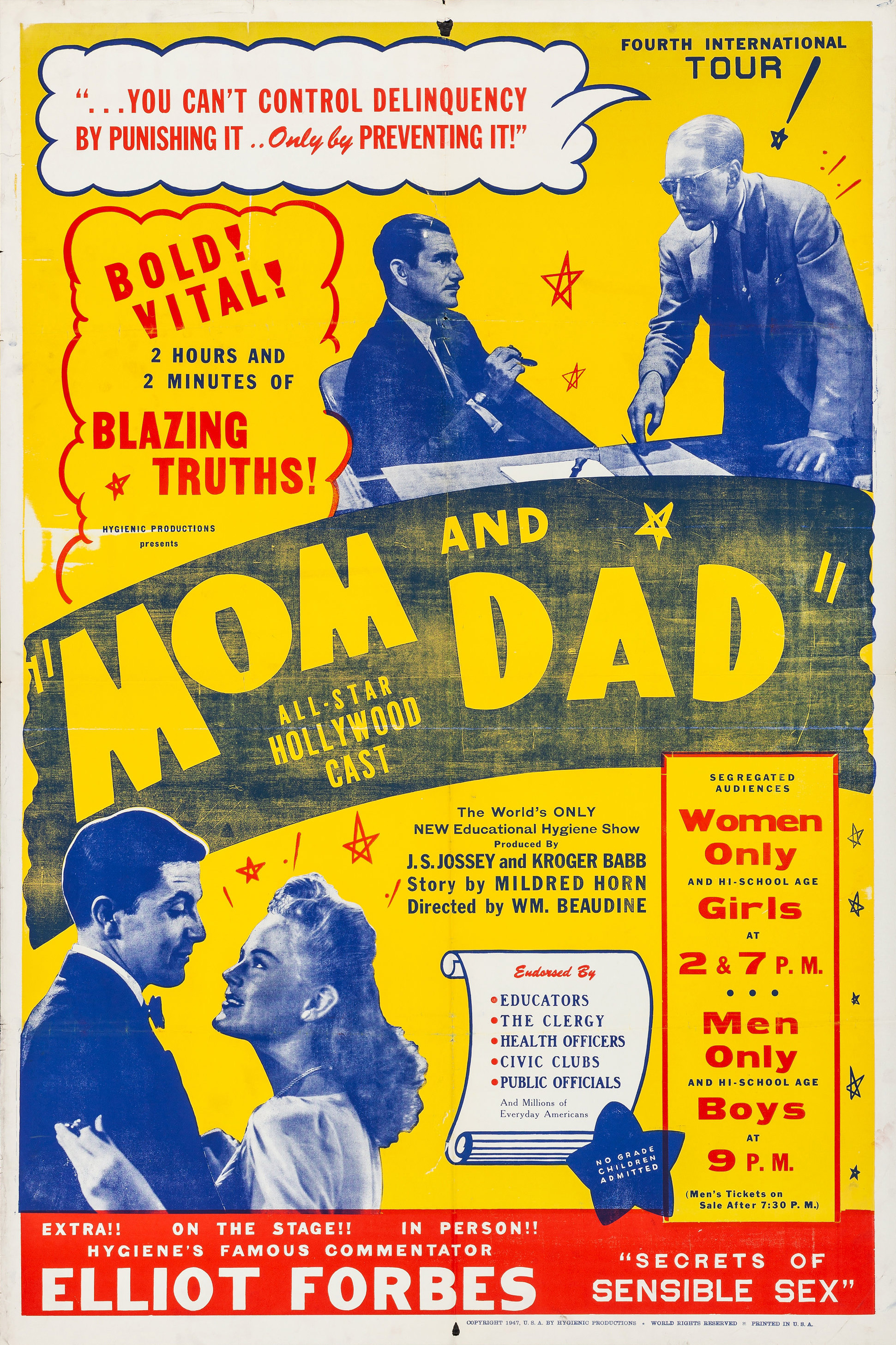
Cartaz para a produção de Babb de Mom and Dad, mostrando alguns dos recursos retóricos que Babb usaria para provocar polêmica

O sucesso de Mom and Dad deveu-se principalmente à estratégia de marketing de Babb de sobrecarregar uma pequena cidade com anúncios e gerar polêmica. Eric Schaefer explica:
Reconhecendo que seus filmes eram quantidades desconhecidas, Babb defendeu uma "campanha de 100% de saturação". Em seu exemplo de situação - The Deadwood Theatre em Movie-hater, Missouri, com uma base de audiência potencial de 24 mil pessoas - Babb sugeriu enviar tablóides a todas as sete mil residências da área a um custo de $ 196, gastando $ 65 para anúncios de jornal, $ 50 no rádio, mais $ 65 adicionais para trezentos cartões de janela, cartões promocionais, flâmulas e pôsteres. O total chegou a quase $ 400, ou a mesma quantia que o dono do cinema normalmente gastaria em publicidade durante um mês inteiro. Babb sempre afirmou que com sua fórmula o lucro superaria o investimento...
O filme se tornou tão onipresente que a Time disse que sua apresentação "deixou apenas o gado sem saber da chance de aprender os fatos da vida". Babb também se certificou de que cada exibição do filme seguisse um formato semelhante: exibições apenas para adultos segregadas por gênero e palestras ao vivo do "Comentarista de higiene destemido Elliot Forbes" durante um intervalo. A qualquer momento, centenas de Elliot Forbeses estariam dando uma palestra ao mesmo tempo em vários locais.  (em algumas áreas predominantemente afro-americanas, o medalhista de ouro olímpico Jesse Owens apareceu em seu lugar, uma tendência que ele continuaria com filmes como "She Shoulda Said 'No'!" ) De acordo com o artista Card Mondor, um Elliot Forbes na década de 1940 que mais tarde comprou os direitos australianos e neozelandeses para mamãe e papai, os Forbeses eram "principalmente homens locais (de Wilmington, Ohio) que foram treinados para dar palestras... [Era] um corte transversal da população masculina, principalmente jovens bem-apessoados... Todo o conceito nunca teria funcionado com um visual trash."
Durante o intervalo e após a exibição, foram vendidos livros relevantes para o tema do filme. O distribuido de Mãe e pai vendeu mais de 45.000 cópias de Homem e rapaz e Mulher e rapariga escrito pela mulher de Babb, compensação de cerca de US $31.000. De acordo com Babb, estes custam cerca de oito centavo para produzir, e foram vendidos por US $1 cada. Enquanto a Modern Film conseguiu vender 45.000 por conta própria, a Babb estima vendas de 40 milhões, citando "RECEITA valores." Esse tipo de venda complementar se tornaria prática comum para Babb: com o filme religioso A História De Lawton (Aka-Príncipe da Paz), ele venderia Bíblias e outra literatura espiritual; e com seu filme fidelity Por Que Os Homens Saem De Casa livros com dicas de beleza.
Com outros filmes, Babb tentaria abordagens diferentes. Pois ela deveria ter dito não!, um filme antimaconha da década de 1950, ele destacou as cenas sexuais e organizou exibições "únicas" à meia-noite, alegando que sua empresa estava trabalhando com o Departamento do Tesouro dos Estados Unidos para lançar o filme "em tantas vilas e cidades quanto possível no menor espaço de tempo possível" como um serviço público.  David F. Friedman, outro cineasta de exploração de sucesso da época, atribuiu a distribuição "única" a uma qualidade tão baixa que Babb queria lucrar e passar para sua próxima parada o mais rápido possível. A cada exibição de um filme, também era necessário cantar " The Star-Spangled Banner ".
Além de estar na vanguarda das batalhas contra a censura e o sistema de censura cinematográfica, o gênero de exploração enfrentou inúmeros desafios durante as décadas de 1940 e 1950.  Estima-se que Babb foi processado mais de 400 vezes apenas por mamãe e papai (o próprio Babb reivindicou 428 ). Ele costumava usar o suposto valor educacional dos filmes como defesa, recomendando-o também aos donos de cinemas; em seu pressbook para Karamoja, ele escreveu: "Quando um idiota estúpido tenta enganar os fatos comprovados, ele deveria estar em um asilo, não em um teatro."
Apesar das críticas que Babb atraiu para mamãe e papai, em 1951 ele recebeu o primeiro prêmio anual Sid Grauman Showmanship, concedido pelo Hollywood Rotary Club em homenagem a suas realizações ao longo dos anos.

## Filmes posteriores
Após o sucesso de Mom and Dad, Babb renomeou sua empresa Hallmark Productions, continuando as abordagens de marketing da Hygienic Productions, indo além dos filmes de saúde e educação sexual. Mais tarde, ele abriria uma empresa de distribuição maior, chamada Hallmark's Big-6.
Babb adquiriu a baixo custo os direitos do que se tornaria " She Shoulda Said No! " logo depois que Robert Mitchum e Lila Leeds foram presos por uso de maconha. Seu produtor original lutou para distribuí-lo como Wild Weed, e Babb rapidamente o apresentou como The Story of Lila Leeds and Her Exposé of the Marijuana Racket, esperando que o título atraísse o público. Quando não conseguiu despertar muito interesse, Babb se concentrou em uma cena de nudez feminina, usando uma foto de Leeds em uma roupa de dançarina, e a renomeou como "Ela deveria ter dito 'não'!", com slogans como "Quão ruim uma boa garota pode ficar... sem perder sua virtude ou respeito? ? ?”  De acordo com Friedman, a apresentação do filme à meia-noite de Babb, duas vezes por semana, rendeu mais dinheiro do que qualquer outro filme no mesmo cinema ganharia em uma exibição completa; Friedman passou a usar o filme em seu próprio roadshow duplo.
Os associados de Babb concordaram com sua crença de que "nada é inútil se for anunciado corretamente", afirmando que ele "poderia pegar qualquer pedaço de lixo e vendê-lo". Um filme que Babb apresentou na década de 1950 foi centrado em uma peça de paixão anual e na história por trás de sua montagem, filmada em 1948 em Lawton, Oklahoma. Inicialmente chamado de The Lawton Story e filmado em Cinecolor, o filme foi tão barato, de má qualidade e feito rapidamente que postes de telefone podiam ser vistos atrás do crucifixo. Seu elenco consistia em não profissionais locais cujos sotaques de Oklahoma eram tão densos que todas as suas falas tiveram que ser regravadas por dubladores profissionais; após o lançamento, um crítico o descreveu como "o único filme que teve que ser dublado de inglês para inglês". Além de dubla-lo novamente, Babb o reeditou e renomeou como The Prince of Peace ; teve tanto sucesso que o New York Daily News o chamou de "o milagre da Broadway".
Outro filme, Karamoja, foi comercializado como um retrato chocante de uma tribo de Uganda que usava "apenas o vento e vivia [d] de sangue e cerveja". As cenas incluíam "o sangramento do gado e o consumo do sangue quente, e a automutilação como uma forma de ornamentação",  bem como uma cena de circuncisão colorida. Karamoja provou ser menos controverso do que muitos dos outros filmes de Babb e arrecadou menos.

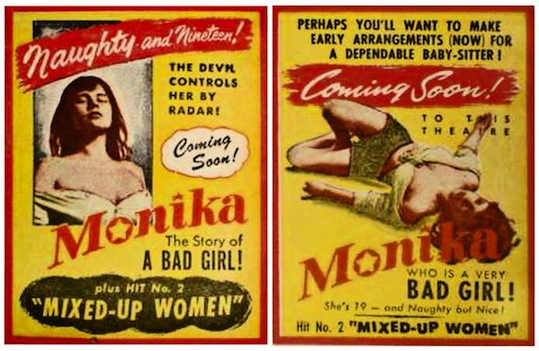
Dois pequenos folhetos promocionais para Babb's Monika, the Story of a Bad Girl, com foco em aspectos sexuais para atrair o público

Babb nunca repetiu o sucesso esmagador de mamãe e papai e seguiu grande parte da indústria de exploração ao se voltar para recursos burlescos na tentativa de ganhar mais dinheiro. Uma tentativa notória foi a aquisição dos direitos teatrais americanos para Sommaren med Monika ( Verão com Monika ), de Ingmar Bergman. Cerca de um terço do filme foi cortado e os 62 minutos restantes enfatizaram a nudez ao manter uma cena de mergulho nu ; o resultado foi intitulado Monika, the Story of a Bad Girl. Arte publicitária sugestiva, incluindo cartões postais promocionais, retratava o traseiro nu de Harriet Andersson.
O último filme de Babb foi a apresentação de uma versão europeia do livro Uncle Tom's Cabin de Harriet Beecher Stowe. Este foi descrito por Friedman como um dos "filmes de exploração involuntariamente engraçados já feitos", cheio de "atores italianos de segunda categoria que mal falavam inglês".

## Outros empreendimentos
Após o sucesso de Mom and Dad, Babb falou sobre um projeto "não realizado" chamado Father Bingo, que ele anunciou na revista BoxOffice como "An Exposé of Gambling in the Parish Halls " e descreveu como uma comédia com um anti-jogo mensagem sobre um padre corrupto que dirige uma noite de bingo "controlada" em sua paróquia. Babb chamou de "o melhor 'trabalho na neve' da minha vida", e especulou-se que ele nunca teve a intenção de fazê-lo, apesar dos anúncios comerciais que apareceram durante anos.
Babb esteve envolvido com muitas produtoras de filmes junto com a sua própria, incluindo a Southwestern Productions. Com base em seus sucessos anteriores, Babb ingressou na produtora de filmes de John Miller, a Miller-Consolidated Pictures, como vice-presidente e gerente geral em 1959. Babb defendeu o uso da técnica de venda agressiva que aperfeiçoou como apresentador: "vender o chiado em vez do bife", segundo uma entrevista. Ele escreveu uma coluna para o BoxOffice ao mesmo tempo. Suas anedotas pessoais forneceram conselhos para a venda de filmes, como amortizar despesas como deduções fiscais e usar clubes femininos para expandir publicidade e receitas de forma barata. Ele observou que havia "mais de 30.000 clubes femininos" e que "praticamente todos os clubes femininos têm um projetor de 16 mm ".
Em 1963, Babb formou outra empresa de distribuição, Studio 10.001. Operando em Beverly Hills (e reivindicando representação no Canadá, Japão, Austrália e Nova Zelândia ), usou técnicas de roadshow semelhantes para comercializar programas de televisão como The Ern Westmore Show. Babb também atuou como showman de aluguel, promovendo filmes de outras pessoas quando não estava trabalhando por conta própria. Entre eles estava uma foto nua e fofa intitulada Kipling's Women, um peep show, e Five Minutes to Love, uma reformulação de um filme da Rue McClanahan.
Babb começou a criar kits promocionais intitulados "Quem está com a bola?" na tentativa de ensinar seu ofício a possíveis apresentadores. Comercializando-se como "MR. PIHSNAMWOHS" ("showmanship" ao contrário), ele anunciou no BoxOffice. Ele também se interessou por outras áreas, escrevendo críticas contra a televisão paga e criando um esquema de pirâmide intitulado "The Idea Factory".  Um de seus esquemas era a "Assombrosa Dieta Sueca do Sorvete": acima do peso ao longo de sua vida, Babb afirmou ter comido sorvete três vezes ao dia, mas perdeu 100 quilos em 45 dias.

## Vida pessoal
Babb conheceu Mildred Horn em 1944 durante uma exibição de Dust to Dust em Indianápolis, onde ela trabalhava como crítica de cinema ; sua crítica do filme chamou-o de " peça moral barata e mal rotulada", mas os dois puxaram conversa sobre isso. Eles permaneceram juntos em união estável ; Horn escreveu vários roteiros de Babb, incluindo Mom and Dad, bem como livros complementares.
Em novembro de 1953, Babb foi preso sob a acusação de dirigir embriagado após furar um semáforo vermelho e recusar um teste de sobriedade. Sua fiança de $ 250 foi mantida e ele não foi condenado, embora esse acidente com o recente criador do filme anti-álcool One Too Many tenha sido amplamente divulgado na imprensa.
Babb teve problemas com impostos nos anos seguintes ao seu sucesso com mamãe e papai. Ele sugeriu à Press-Enterprise que sua operação era tão difusa que as vendas de seus panfletos de educação sexual de um dólar eram muito difíceis de rastrear com precisão. Babb acabou vendendo os direitos para mamãe e papai e sua participação na Modern Film Distributors para Irwin Joseph e Floyd Lewis - ex-parceiros da Modern Film que continuariam a exibir mamãe e papai nos Estados Unidos.
Babb sofreu de várias doenças no final de sua vida, incluindo um derrame. Ele se aposentou em 1977, aos 70 anos, e morreu de insuficiência cardíaca (devido a complicações do diabetes ) em 29 de janeiro de 1980, em Palm Springs, Califórnia. Sua lápide diz: "Suas muitas viagens ao redor e em todo o mundo começaram em Centerville e terminam aqui em Lees Creek."

## Obras
Babb trabalhou em várias áreas da indústria do entretenimento, tanto no gênero tradicional quanto no de exploração. Ele afirmou ter feito vinte filmes, e produzido para televisão, rádio, e até mesmo para o palco. Esta é uma coleção incompleta de obras devido à natureza do gênero de exploração. Os títulos são como foram finalmente apresentados por Babb, com os títulos anteriores indicados entre parênteses.

### Como produtor de cinema
- Dust to Dust (anteriormente Child Bride) (1938)
- Mom and Dad (anteriormente A Family Story) (1945)
- The Prince of Peace (anteriormente The Lawton Story) (1949)
- One Too Many (anteriormente Mixed-Up Women, Killer With a Label, The Important Story of Alcoholism) (1950)
- Why Men Leave Home (anteriormente Secrets of Beauty) (1951)
- Halfway to Hell (1954)
- Walk the Walk (1970)

### Como roteirista de cinema
- One Too Many

### Como distribuidora de filmes
- She Shoulda Said No! (anteriormente Marijuana, the Devil's Weed, The Devil's Weed, Wild Weed, The Story of Lila Leeds and Her Exposé of the Marijuana Racket) (1949)
- Monika, the Story of a Bad Girl (original title Sommaren med Monika, later re-issued by others in full as Summer with Monika) (1949)
- Delinquent Angels (1951)
- The Best is Yet to Come (1951)
- Halfway to Hell (1954)
- Karamoja (1954)
- Kipling's Women (1961)
- Kwaheri (1961)
- Five Minutes to Love (anteriormente The Rotten Apple, It Only Takes Five Minutes) (1963)
- Uncle Tom's Cabin (1970) lançado na europa em 1965
- Redheads vs. Blondes (sem data)[17]

### Televisão
- The Ern Westmore Hollywood Glamour Show,[30] produtor (1953)

### Palco
- French Follies